# Wikipedia tiếng Asturias
Wikipedia tiếng Asturias (tiếng Asturias: Wikipedia n'asturianu) là phiên bản tiếng Asturias của Wikipedia  khởi động vào tháng 7 năm 2004. Đến 15 tháng 8 năm 2008, Wikipedia tiếng Asturia có 11.613 bài viết, khiến nó trở thành phiên bản Wikipedia lớn thứ 77 theo số lượng bài viết. Nó cũng có 1712 thành viên và 6 bảo quản viên. Số lần sử đổi ở phiên bản này khoảng 285.000.